# Cawdor (forte romano)

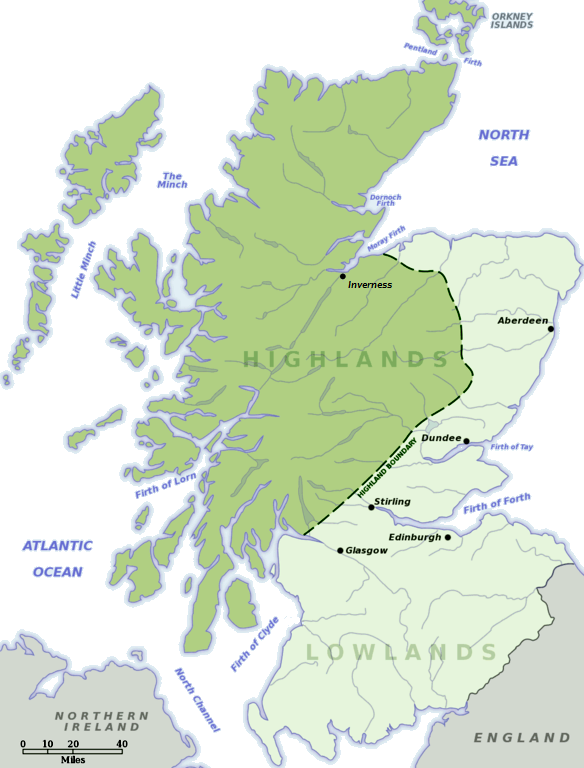
Mapas das terras altas e baixas da Escócia.

Easter Glacantray, um alegado forte romano), está situado próximo da pequena vila de Cawdor (15 milhas a leste de Inverness). Alega-se que é um forte romano, embora haja falta de evidências arqueológicas para apoiar esta alegação.

## Descoberta
Em 1984, o local de um suposto forte romano foi identificado em Easter Glacantray, a sudoeste de Cawdor, por fotografia aérea. Se confirmado, seria o forte romano mais conhecido no norte das Ilhas Britânicas, mas isso é altamente improvável, dado que o forte mais próximo é Stracathro, a mais de 160 km de distância. Não está confirmado que Agricola chegou tão ao norte, apesar de descobertas enganosas em Portmahomack e Tarradale nas costas norte do Beauly Firth, mas arqueólogos especializados no período romano têm sido consistentemente reticentes em confirmar a interpretação de Jones do local.